# Józef Zejdowski

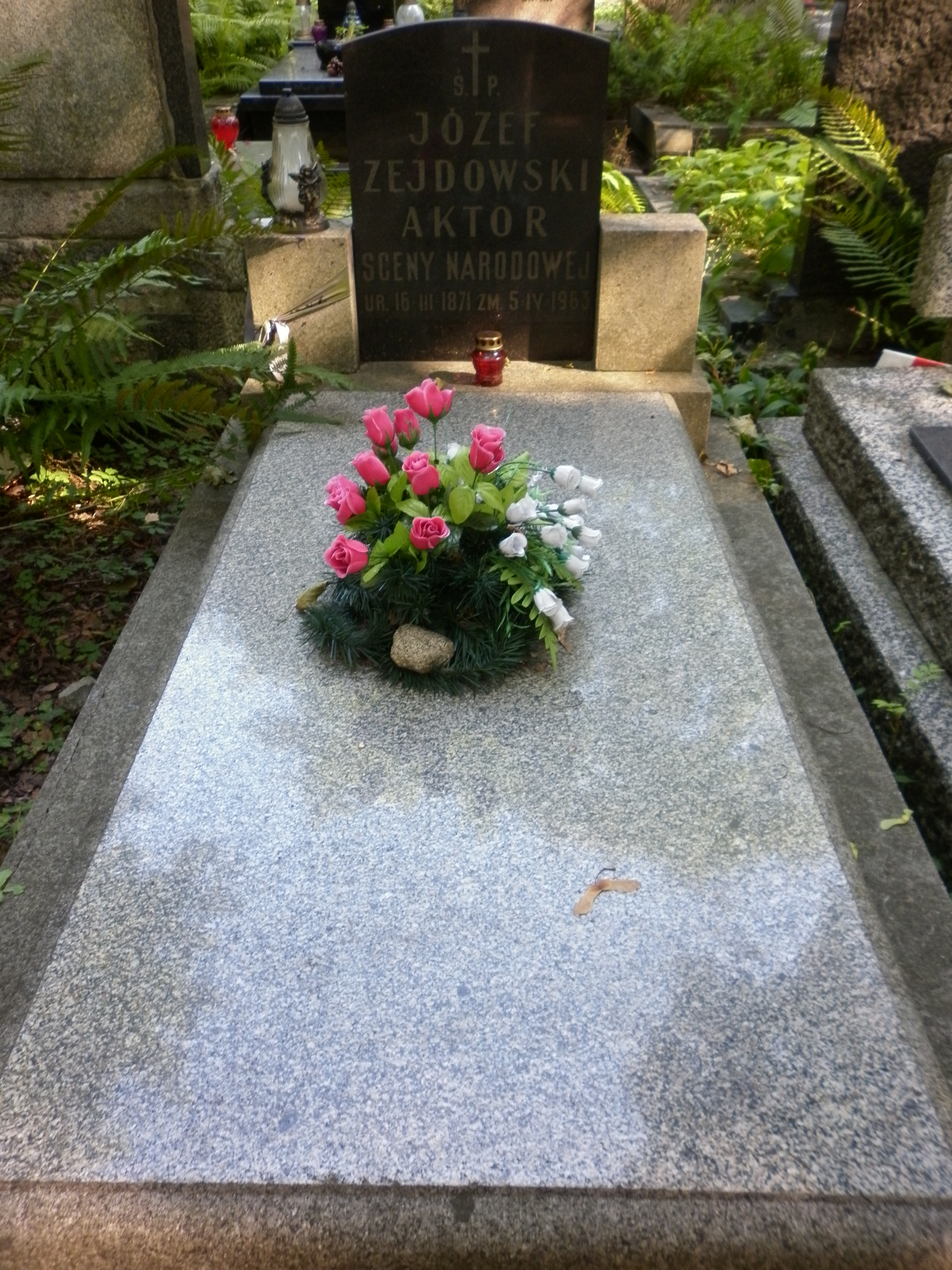
Grób Józefa Zejdowskiego na cmentarzu Powązkowskim w Warszawie

Józef Zejdowski właśc. Józef Aleksander Sejda (ur. 16 marca 1871 w Warszawie. zm. 6 kwietnia 1963 tamże) – polski aktor teatralny i filmowy, reżyser teatralny.

## Życiorys
Urodził się w rodzinie Aleksego Sejdy i Marii z Zapałowiczów. Ukończył szkołę średnią w Warszawie. Następnie uczęszczał do Akademii Handlowej w Warszawie, jednocześnie występując w tamtejszych teatrach ogrodowych (Alhambra 1888, Promenada, Eldorado 1889). Kształcił się w Klasie Dykcji i Deklamacji przy Warszawskim Towarzystwie Muzycznym, przez kolejne lata występując głównie jako recytator. Jako aktor debiutował w 1891 roku na deskach Teatru Miejskiego w Krakowie, gdzie grał do 1892 roku. W latach 1892–1899 był członkiem zespołu Warszawskich Teatrów Rządowych. Następnie grał we Lwowie (1988–1900), w Kaliszu (1900–1901), Poznaniu (1901–1902) oraz ponownie w Warszawie (Wodewil, 1902). Zorganizował również zespół objazdowy, z którym występował m.in. w Płocku.
Do wybuchu I wojny światowej występował głównie jako deklamator, transformista i pantomimista m.in. w Warszawie (Elizeum 1903, Corso 1909, Teatr na Dynasach 1912–1912, Oaza 1912), Kijowie, Wilnie (1905) Lwowie (1906), Krakowie (kabaret „Figliki” Arnolda Szyfmana 1907), Paryżu (Petit Casino 1908), Kownie, Grodnie i Mińsku (1911–1912). Ponadto w sezonie 1905/1906 grał i reżyserował w zespole Towarzystwa Dramatycznego w Przemyślu. Podczas wojny występował w Warszawie, m.in. na scenach Teatrów: Udziałowego (1914–1915), Ludowego (1915), Letniego (1915–1916), Praskiego (1916), Współczesnego, Artystycznego oraz Sfinks (1917).
Po zakończeniu walk, w latach 1919–1921 grał i reżyserował w Teatrze Praskim. W tym czasie odbył również służbę wojskową oraz - według niepotwierdzonych informacji - brał udział w powstaniach śląskich. Następnie był członkiem zespołów stołecznych: Teatru im. Wojciecha Bogusławskiego (1921–1923), Teatru Rozmaitości (1923–1924), Teatrów Miejskich (głównie Teatru Narodowego, 1924–1934) oraz scen TKKT (najdłużej w Teatrze Letnim, 1934–1939).
W końcowym okresie II wojny światowej, po wyzwoleniu Pragi wziął udział w pierwszym występie Teatru m. st. Warszawy w dniu 7 października 1944 roku. Następnie, w latach 1945–1948 był członkiem zespołu Miejskich Teatrów Dramatycznych, a następnie, aż do przejścia na emeryturę w 1962 występował głównie w Teatrze Powszechnym w Warszawie.
Był Członkiem Zasłużonym ZASP.
Zmarł w Warszawie, pochowany na cmentarzu Powązkowskim w Warszawie (kwatera 50-6-26).
Według jednych źródeł, jego żoną była Julia Janina Maciejewska, a według innych - aktorka Laura Zejdowska (z Filipeckich).

## Ordery i odznaczenia
- Krzyż Kawalerski Orderu Odrodzenia Polski (1958)
- Złoty Krzyż Zasługi (2 sierpnia 1946)[3]
- Srebrny Krzyż Zasługi (7 lipca 1926)[4]
- Medal 10-lecia Polski Ludowej (19 stycznia 1955)[5]

## Filmografia
- Kobieta (1917)
- Carat i jego sługi (1917)
- Ludzie bez jutra (1919) – generał gubernator
- Na jasnym brzegu (1921)
- Rywale (1925)
- Pan Tadeusz (1928) – Konewka
- Dziesięciu z Pawiaka (1931)
- Dwie Joasie (1935) – członek jury na balu mody
- Trędowata (1936) – doktor
- Dwa dni w raju (1936)
- Ordynat Michorowski (1937) – lekarz